# آيت سعيد أو إشو (فم اودي)
آيت سعيد أو إشو هي إحدى مشيخات المملكة المغربية، تتبع جغرافيا لإقليم بني ملال وإداريًا لفم اودي. يقدر عدد سكانها بـ 1886 نسمة حسب الإحصاء الرسمي للسكان والسكنى لسنة 2004.